# Gdzie jest trzeci król
Gdzie jest trzeci król – polski film fabularny z 1967 roku w reżyserii Ryszarda Bera.
Scenariusz powstał na podstawie powieści Kazimierza Kwaśniewskiego (inny pseudonim Macieja Słomczyńskiego, czyli Joe Alexa) pt. Gdzie jest Trzeci Król? (Warszawa 1966). Zdjęcia realizowano we wnętrzach zamku w Kórniku.

## Zarys fabuły

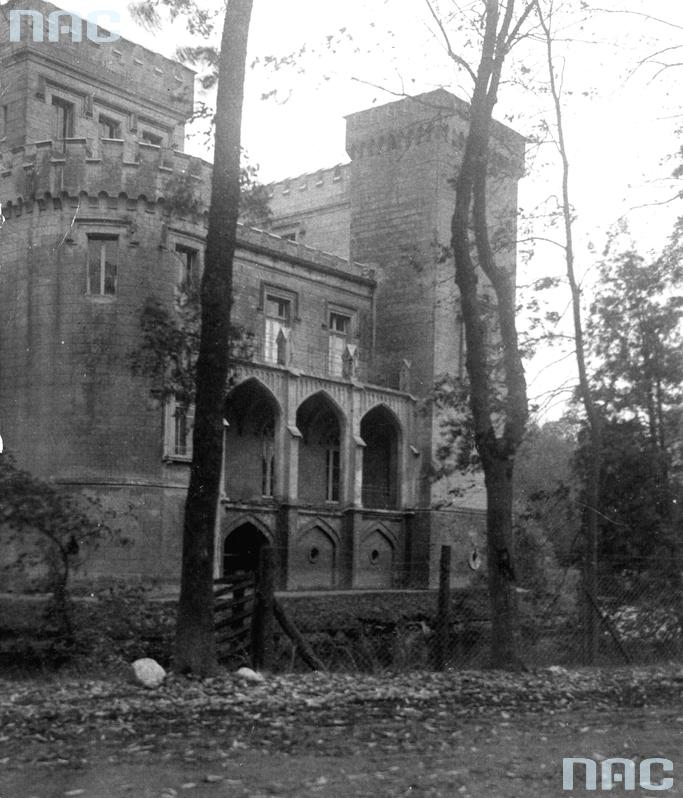
Zamek w Kórniku

Do Polski przybywa komisarz Didot z Interpolu, zajmujący się rozpracowaniem "Syndykatu" – międzynarodowej szajki złodziei obrazów kierowanej przez niejakiego Grubera. Kolejnym celem przestępców ma być przechowywany w muzeum w Borach cenny obraz przedstawiający średniowiecznego władcę. Na miejsce udają się incognito kpt. Stefan Berent z por. Katarzyną Rogalską z Komendy Głównej MO, którzy mają za zadanie podmienić obraz na kopię, by uchronić go przed kradzieżą. Wraz z nimi przyjeżdża historyk sztuki prof. Gawroński. W muzeum poznają sześć aktualnie pracujących tam osób: kustosza Janasa, jego zastępcę Wilczkiewicza, sekretarkę Wandę oraz trójkę konserwatorów.
W nocy milicjanci wprawdzie dokonują wymiany obrazu, ale okazuje się, że podobnej zamiany dokonano już przed nimi. W muzeum znajdują ciało zastrzelonego z kuszy Janasa. Zanim nastanie świt, kapitan Berent podejmuje próbę odnalezienia zabójcy i wyjaśnienia zagadki obrazu.

## Obsada
- Andrzej Łapicki − jako kapitan Stefan Berent
- Alicja Wyszyńska − jako porucznik Katarzyna Rogalska
- Wieńczysław Gliński − jako profesor Gawroński
- Tadeusz Kondrat − jako Władysław Janas, kustosz muzeum
- Maria Wachowiak − jako Wanda Szczęśniak, sekretarka Janasa
- Ryszard Pietruski − jako Karol Wilczkiewicz, zastępca Janasa
- Kalina Jędrusik − jako Małgorzata Sadecka, konserwatorka obrazów
- Franciszek Pieczka − jako Marczak, konserwator obrazów
- Wojciech Pokora − jako Zientara, konserwator obrazów
- Zbigniew Józefowicz − jako kapitan Półtorak, współpracownik Berenta
- Leon Pietraszkiewicz − jako pułkownik Wala, szef Berenta
- Adam Pawlikowski − jako komisarz Didot z Interpolu
- Zbigniew Płoszaj − jako milicjant